# Voorwaartsveld
Voorwaartsveld is een voetbalstadion in de Surinaamse hoofdstad Paramaribo. Het stadion heeft capaciteit voor 1.500 bezoekers. Het is de thuisbasis van de Eerste Divisie-club SV Voorwaarts. Het stadion ligt aan de achter de Anthony Nesty Sporthal	 in het zuidelijke deel van de stad. Het werd geopend op 1 augustus 1919.